# Parux
Parux est une commune française située dans le département de Meurthe-et-Moselle en région Grand Est.

## Géographie
Au pied du Donon, Parux est sur les premières ondulations des Vosges. Son sol est formé d'une argile imperméable mélangée avec du calcaire ou avec du sable vers le massif montagneux.
Dans sa partie Nord-Ouest, le calcaire conchylien referme des fossiles moniliformes d'encrines appelé par les autochtones pierre de tonnerre.
La rivière Vacon qui prend sa source à Lorquin, traverse la commune de Parux avant de se jeter dans la Vezouze à Blâmont.
| Nonhigny | Harbouey |               |
| Montreux | Parux    | Petitmont     |
|          | Bréménil | Saint-Sauveur |

### Hydrographie
La commune est dans le bassin versant du Rhin au sein du bassin Rhin-Meuse. Elle est drainée par le ruisseau le Vacon,.
Le Vacon, d'une longueur de 13 km, prend sa source dans la commune de Petitmont et se jette  dans la Vezouze à Blâmont, après avoir traversé huit communes. 

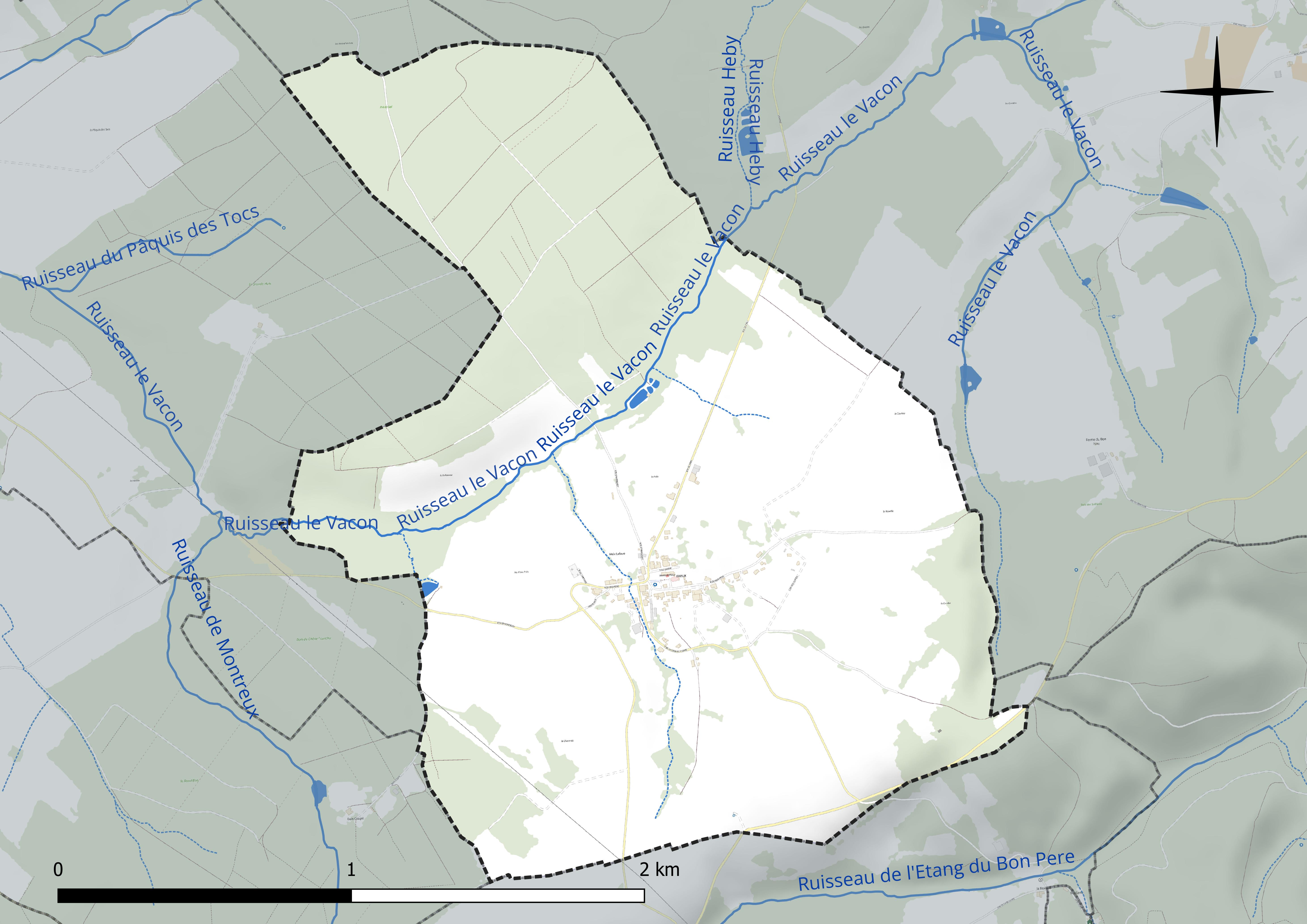
Réseau hydrographique de Parux.

### Climat
Pour des articles plus généraux, voir Climat du Grand Est et Climat de Meurthe-et-Moselle.
En 2010, le climat de la commune est de type climat de montagne, selon une étude du Centre national de la recherche scientifique s'appuyant sur une série de données couvrant la période 1971-2000. En 2020, Météo-France publie une typologie des climats de la France métropolitaine dans laquelle la commune est exposée à un climat semi-continental et est dans la région climatique  Vosges, caractérisée par une pluviométrie très élevée (1 500 à 2 000 mm/an) en toutes saisons et un hiver rude (moins de 1 °C). 
Pour la période 1971-2000, la température annuelle moyenne est de 9,4 °C, avec une amplitude thermique annuelle de 16,7 °C. Le cumul annuel moyen de précipitations est de 997 mm, avec 13 jours de précipitations en janvier et 10,2 jours en juillet. Pour la période 1991-2020, la température moyenne annuelle observée sur la station météorologique de Météo-France la plus proche, « Badonviller », sur la commune de Badonviller à 5 km à vol d'oiseau, est de 10,2 °C et le cumul annuel moyen de précipitations est de 1 066,3 mm. 
La température maximale relevée sur cette station est de 39,1 °C, atteinte le 4 août 2022 ; la température minimale est de −22 °C, atteinte le 14 janvier 1960,,. 
Les paramètres climatiques de la commune ont été estimés pour le milieu du siècle (2041-2070) selon différents scénarios d'émission de gaz à effet de serre à partir des nouvelles projections climatiques de référence DRIAS-2020. Ils sont consultables sur un site dédié publié par Météo-France en novembre 2022.

## Urbanisme

### Typologie
Au 1er janvier 2024, Parux est catégorisée commune rurale à habitat dispersé, selon la nouvelle grille communale de densité à sept niveaux définie par l'Insee en 2022.
Elle est située hors unité urbaine et hors attraction des villes,.

### Occupation des sols
L'occupation des sols de la commune, telle qu'elle ressort de la base de données européenne d’occupation biophysique des sols Corine Land Cover (CLC), est marquée par l'importance des territoires agricoles (60,8 % en 2018), en augmentation par rapport à 1990 (56,8 %). La répartition détaillée en 2018 est la suivante : 
forêts (39,2 %), prairies (37,1 %), zones agricoles hétérogènes (23,8 %). L'évolution de l’occupation des sols de la commune et de ses infrastructures peut être observée sur les différentes représentations cartographiques du territoire : la carte de Cassini (XVIIIe siècle), la carte d'état-major (1820-1866) et les cartes ou photos aériennes de l'IGN pour la période actuelle (1950 à aujourd'hui).

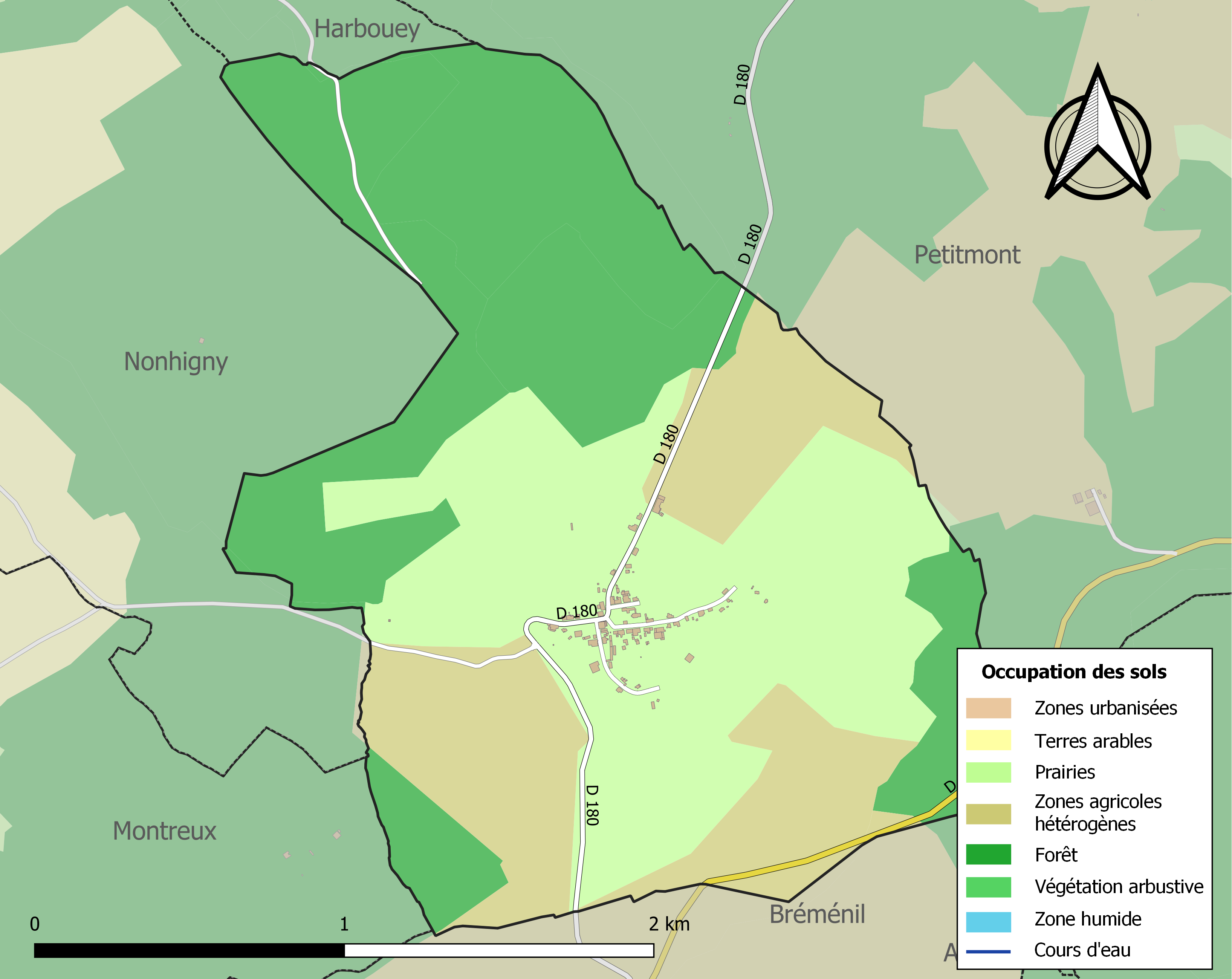
Carte des infrastructures et de l'occupation des sols de la commune en 2018 (CLC).

## Toponymie
Le nom de la localité est attesté sous les formes Paru (1244) ; Villa de Paru (1258) ; Parelz (1402) ; Palrux (1463) ; Palru (1494) ; Parux-la-Haute et Parux-la-Basse (1779).

## Histoire
Parux dépend des comtes de Blâmont avant d'être vendu en 1599 au comte de Salm. La commune est composée de deux hameaux Parux-la-Haute et Parux-la-Basse. Parux-la-Haute fut détruit au XVIIe siècle et commence à se rétablir en 1710.
Village complètement brûlé en août 1914, Parux est décorée de la Croix de guerre, le 12 août 1920, avec la citation suivante : Premier village entièrement détruit par l'ennemi qui, le 9 août 1914, a incendié ses maisons, fusillé et déporté bon nombre de ses habitants, par ses souffrances et son héroïsme a bien mérité de la nation.

## Politique et administration

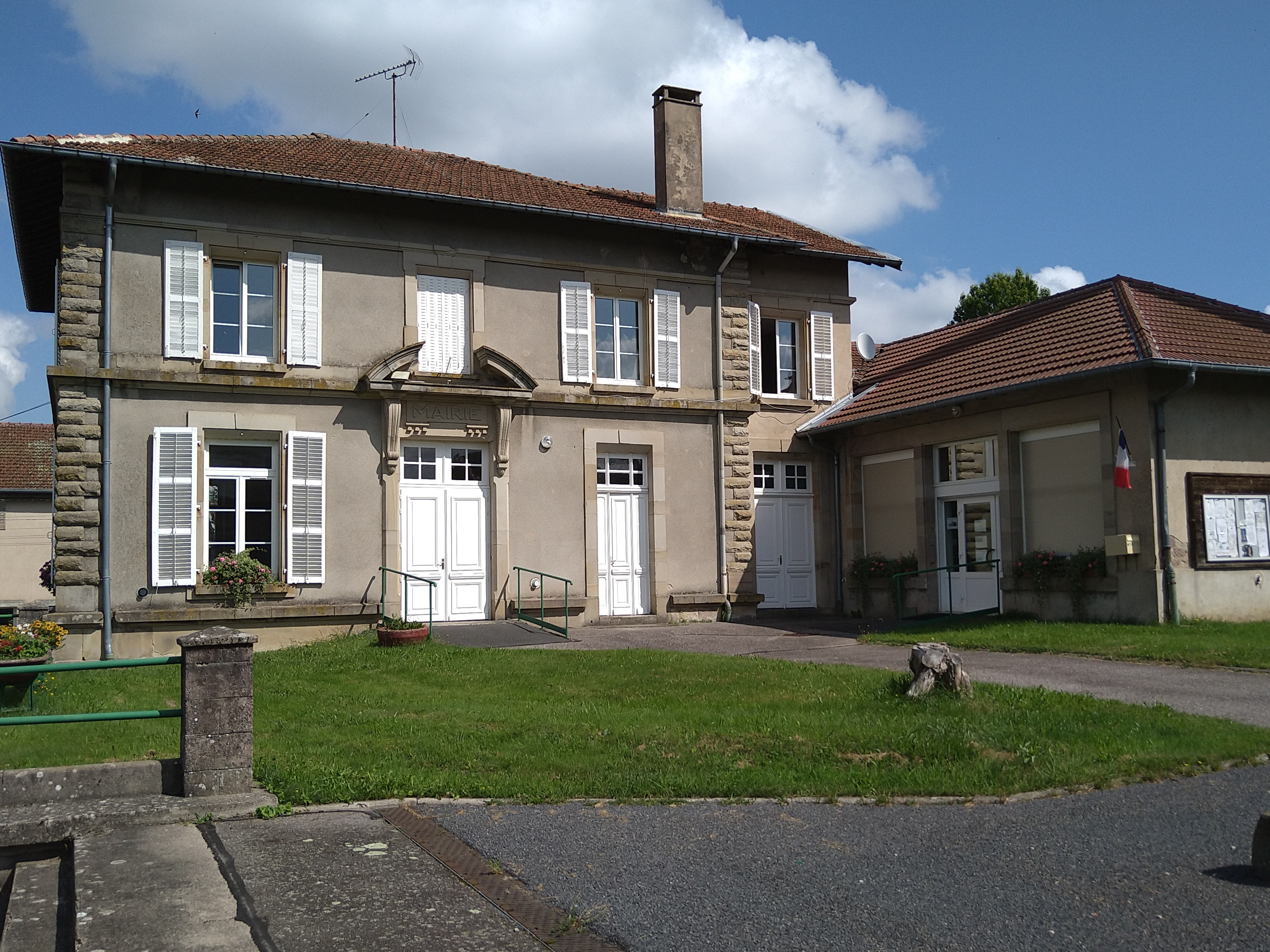
Mairie de Parux.

| Période                                  | Période      | Identité                    | Étiquette | Qualité           |
| ---------------------------------------- | ------------ | --------------------------- | --------- | ----------------- |
| Les données manquantes sont à compléter. |              |                             |           |                   |
| juin 1995                                | 2004         | Amédée Voignier (1924-2016) |           |                   |
| 2004                                     | En cours     | Jean-Noël Jole              |           |                   |
| mars 2014                                | juillet 2020 | Michel Jolé                 |           | Retraité agricole |
| juillet 2020                             | En cours     | Jean-Noël Jolé,             |           | Ancien employé    |

## Démographie
L'évolution du nombre d'habitants est connue à travers les recensements de la population effectués dans la commune depuis 1793. Pour les communes de moins de 10 000 habitants, une enquête de recensement portant sur toute la population est réalisée tous les cinq ans, les populations de référence des années intermédiaires étant quant à elles estimées par interpolation ou extrapolation. Pour la commune, le premier recensement exhaustif entrant dans le cadre du nouveau dispositif a été réalisé en 2008.

En 2022, la commune comptait 72 habitants, en évolution de +2,86 % par rapport à 2016 (Meurthe-et-Moselle : −0,13 %, France hors Mayotte : +2,11 %).
| 1793 | 1800 | 1806 | 1821 | 1831 | 1836 | 1841 | 1846 | 1851 |
| ---- | ---- | ---- | ---- | ---- | ---- | ---- | ---- | ---- |
| 253  | 280  | 333  | 283  | 327  | 461  | 462  | 437  | 421  |

| 1856 | 1861 | 1872 | 1876 | 1881 | 1886 | 1891 | 1896 | 1901 |
| ---- | ---- | ---- | ---- | ---- | ---- | ---- | ---- | ---- |
| 417  | 397  | 336  | 313  | 327  | 300  | 282  | 290  | 272  |

| 1906 | 1911 | 1921 | 1926 | 1931 | 1936 | 1946 | 1954 | 1962 |
| ---- | ---- | ---- | ---- | ---- | ---- | ---- | ---- | ---- |
| 281  | 269  | 169  | 178  | 160  | 158  | 154  | 146  | 121  |

| 1968 | 1975 | 1982 | 1990 | 1999 | 2006 | 2008 | 2013 | 2018 |
| ---- | ---- | ---- | ---- | ---- | ---- | ---- | ---- | ---- |
| 94   | 92   | 105  | 88   | 65   | 75   | 78   | 71   | 72   |

| 2022 | - | - | - | - | - | - | - | - |
| ---- | - | - | - | - | - | - | - | - |
| 72   | - | - | - | - | - | - | - | - |

## Culture locale et patrimoine

### Lieux et monuments
- Église Saint-Hubert, reconstruite après 1918, au mobilier caractéristique de l'art déco sous l'influence de l'école de Nancy avec des vitraux de Jacques Grüber.
- Croix de chemin, le long de la RD 8, dédicacée par Nicolas George et Marie Catherine Bourgogne sa défunte épouse de Fenneviller (1829).
- Fontaine Saint-Vincent en fonte.

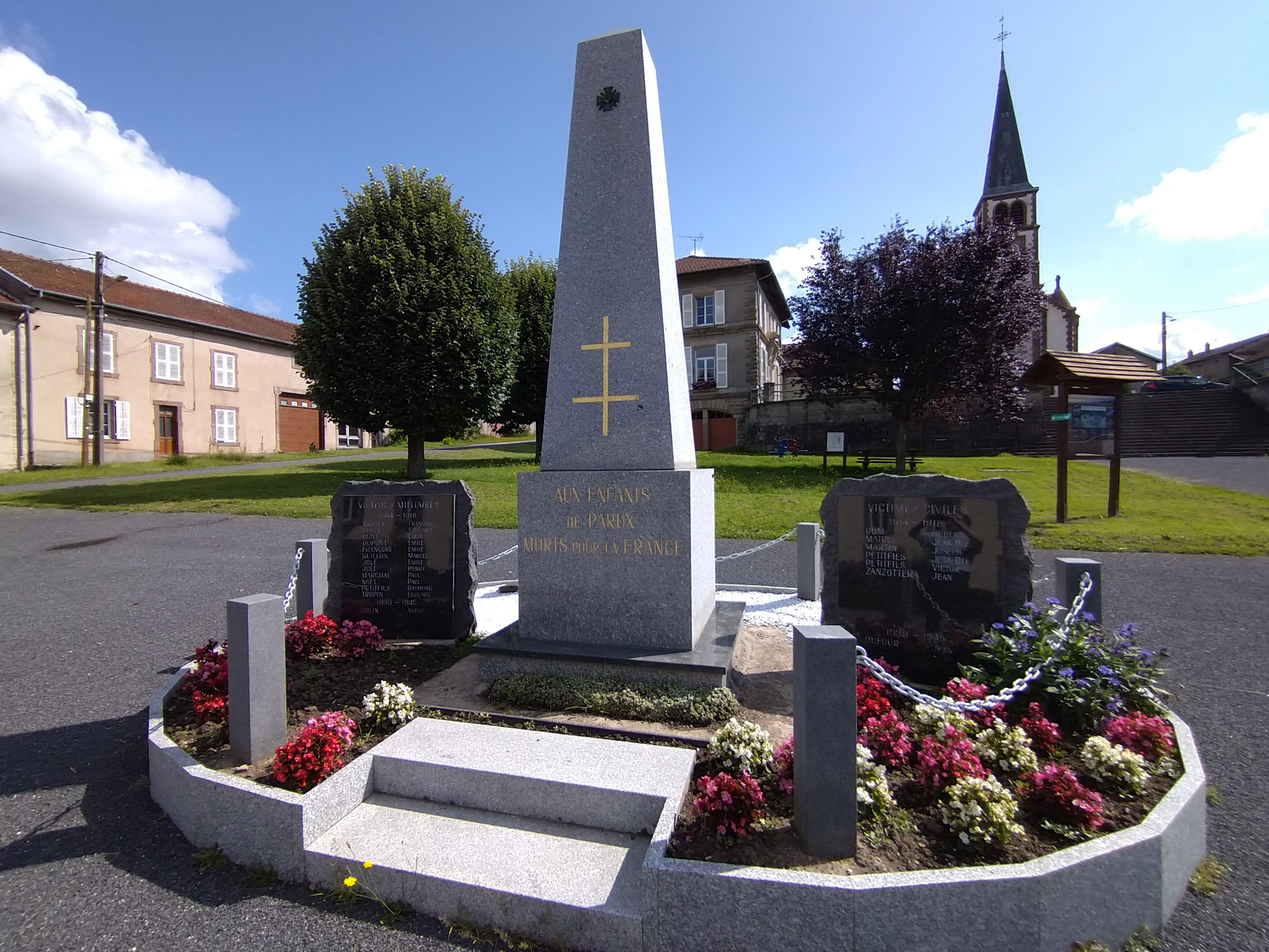
Monument aux morts.
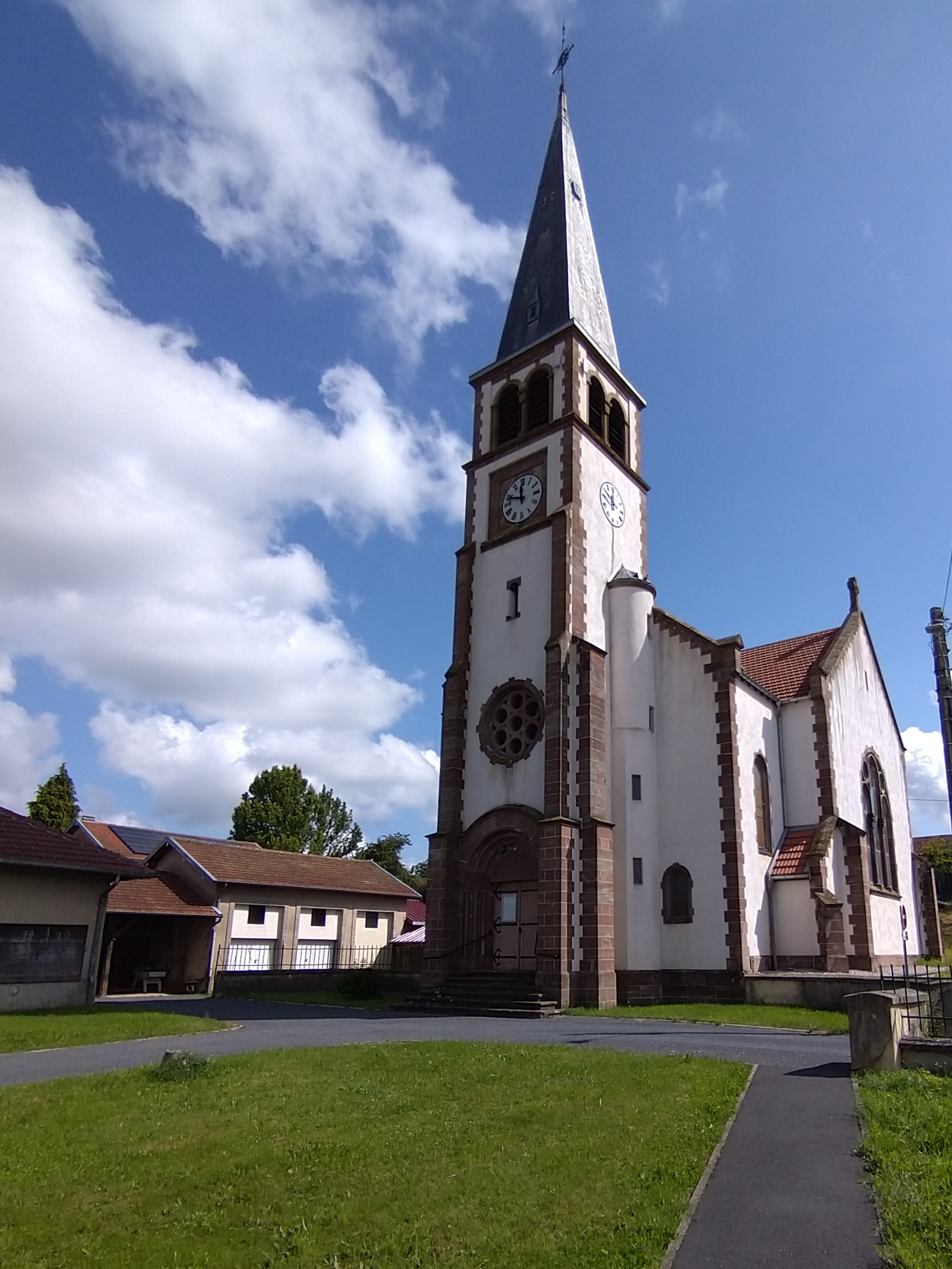
Église Saint-Hubert.
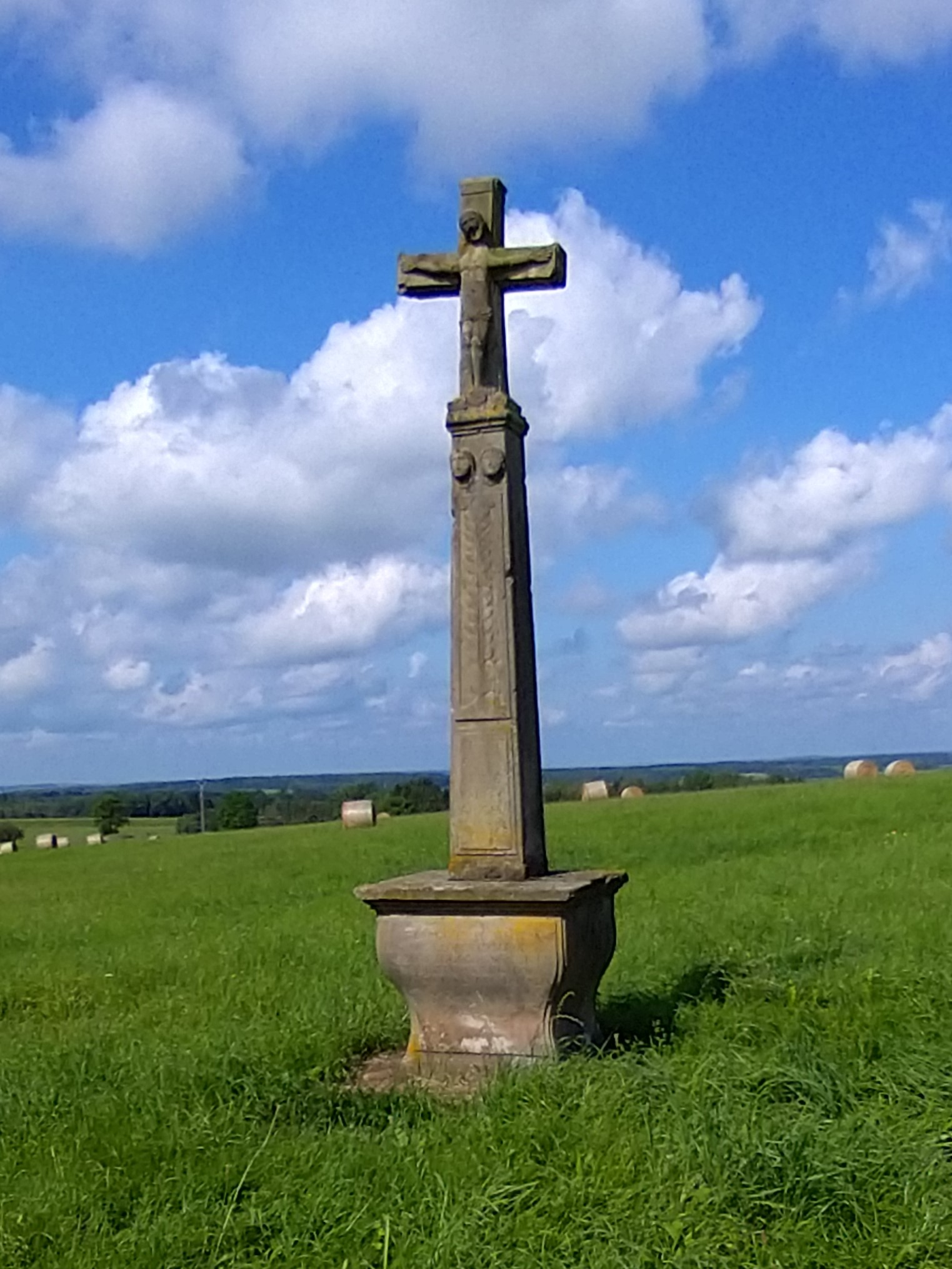
Croix de chemin.
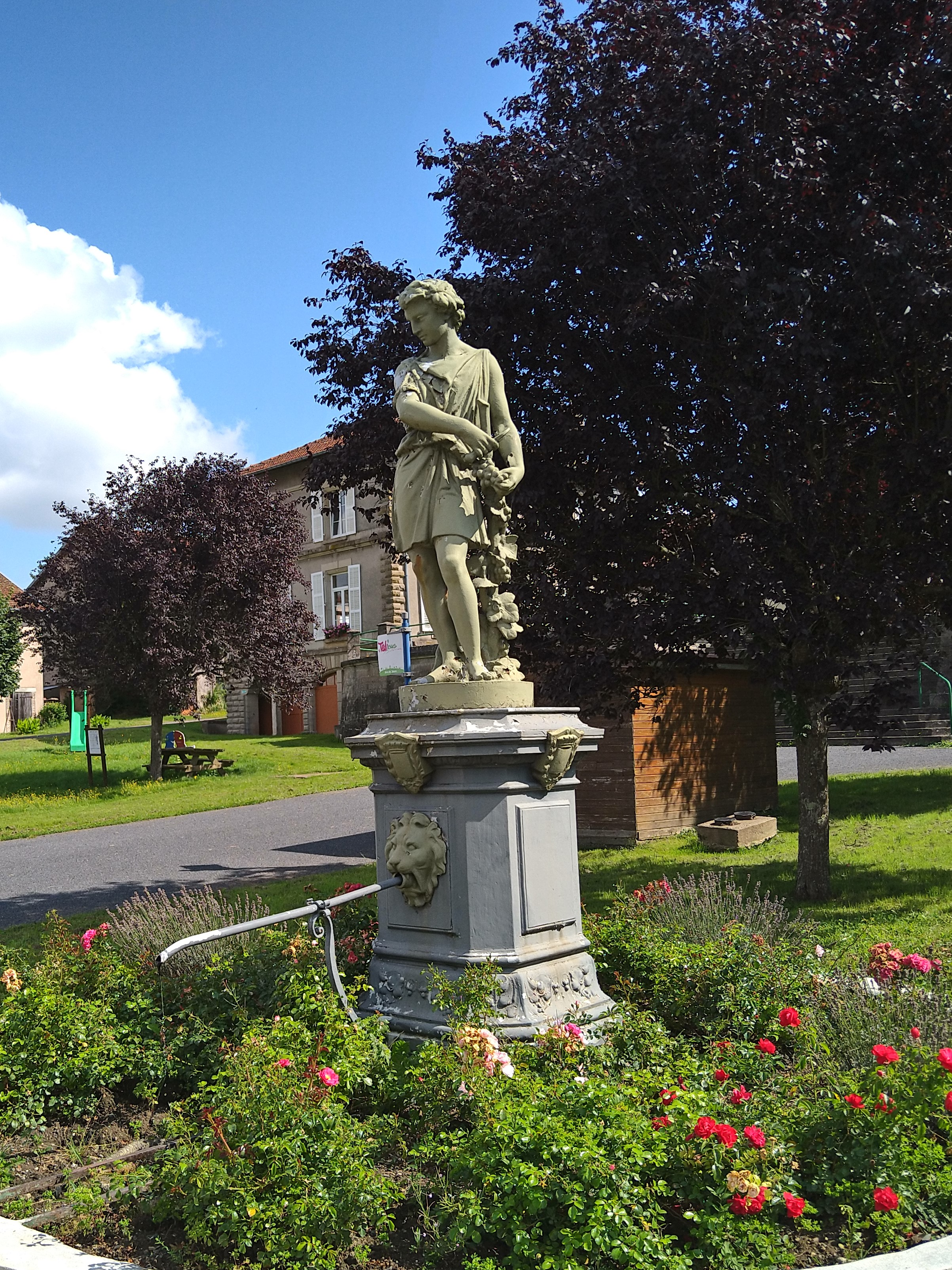
Fontaine Saint-Vincent.

.

### Personnalités liées à la commune
- Georges Biet, architecte à Nancy, présente dès 1919 le projet de reconstruction d'urbanisme de la commune[25].
- Georges Mazerand, député, inaugure le monument aux morts le 1er août 1927 par un discours[26].

### Héraldique
| Blason de Parux | Blason  | Écartelé aux 1 - 4 d'or au lion d'azur armé, lampassé et couronné d'or et aux 2 - 3 d'or à l'étoile à six rais de gueules à la bordure du même. |
| Blason de Parux | Détails | Le statut officiel du blason reste à déterminer.                                                                                                |